# Chiaramonti
Chiaramonti is een gemeente in de Italiaanse provincie Sassari (regio Sardinië) en telt 1849 inwoners (31-12-2004). De oppervlakte bedraagt 98,7 km², de bevolkingsdichtheid is 19 inwoners per km².

## Demografie
Chiaramonti telt ongeveer 770 huishoudens. Het aantal inwoners daalde in de periode 1991-2001 met 4,1% volgens cijfers uit de tienjaarlijkse volkstellingen van ISTAT.
| Jaar | Inwoneraantal |
| ---- | ------------- |
| 1991 | 1997          |
| 2001 | 1915          |

## Geografie
De gemeente ligt op ongeveer 400 m boven zeeniveau.
Chiaramonti grenst aan de volgende gemeenten: Ardara, Erula, Martis, Nulvi, Ozieri, Perfugas, Ploaghe.